# Cage Warriors

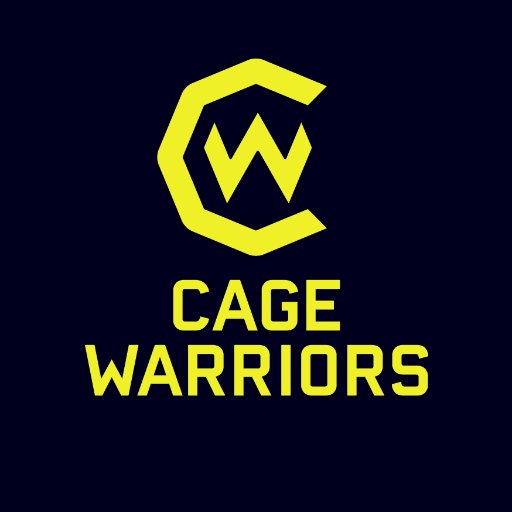
Logo

Cage Warriors lub Cage Warriors Fighting Championship (CWFC) – brytyjska organizacja promująca mieszane sztuki walki (MMA) mająca siedzibę w Londynie. Prezydentem organizacji jest Graham Boyle.

## Historia
Założycielem Cage Warriors jest Dougie Truman, który 27 lipca 2002 zorganizował pierwszą galę zatytułowaną „Armageddon”. Wzięli w niej udział m.in. Jean Silva, Rosi Sexton oraz Alessio Sakara. Przez kolejne lata CW było w cieniu lokalnego rywala Cage Rage. Dopiero na przełomie 2009/2010 po bankructwie CR oraz przejęciu przez Irlandczyka Grahama Boylana zarządzania nad CW, organizacja nabrała rozpędu. W 2011 nawiązano współpracę na Bliskim Wschodzie (Jordania) gdzie rozpoczęto tam organizowanie dużych gal. Lata 2012–2014 to ekspansja brytyjskiej organizacji na kolejne kraje: Irlandię, Danię, Ukrainę, Rosję, Bahrajn, Liban oraz ZEA stając się jedną z czołowych organizacji MMA w Europie.
Na gala CW występowali m.in. Dan Hardy, Michael Bisping, Jeff Monson, Conor McGregor, Gegard Mousasi czy Antônio Silva. Również Polacy mieli okazję toczyć walki na galach brytyjskiej organizacji, byli to m.in. Joanna Jędrzejczyk, Mateusz Gamrot, Antoni Chmielewski, Marcin Lasota, Marcin Wrzosek, Sebastian Romanowski, Łukasz Rajewski, Agnieszka Niedźwiedź, Michał Andryszak, Łukasz Chlewicki, Marcin Wójcik, Oskar Piechota, Kacper Formela czy Daniel Skibiński.
25 października 2012 ogłoszono, że Cage Warriors wraz z innymi czołowymi organizacjami w Wielkiej Brytanii Ultimate Challenge MMA (UCMMA), British Association of Mixed Martial Arts (BAMMA) oraz Londyńskim Centrum Zdrowia utworzy związek SAFE MMA – organizację non-profit mającą na celu poprawienia ochrony życia i zdrowia zawodników walczących na Wyspach Brytyjskich. 1 stycznia 2013 oficjalnie SAFE MMA rozpoczęło swoją działalność.
12 lutego 2015 Graham Boylan zrezygnował ze stanowiska dyrektora generalnego Cage Warriors i odszedł z organizacji. Niedługo po tym CW zawiesiło swoją działalność.
Na początku 2015 Boyle odkupił markę od pierwotnych właścicieli. Po ponad roku przerwy, w lutym wznowiono działalność organizacji, a w kwietniu nawiązano współpracę z UFC w aspekcie transmisji na żywo gal w internetowej platformie UFC Fight Pass.

## Transmisja
Gale transmitowane są za pośrednictwem następujących platform i telewizji:
| Kraj                         | Nadawca                |
| ---------------------------- | ---------------------- |
| Globalnie                    | UFC Fight Pass         |
| Polska                       | Polsat Sport           |
| Wielka Brytania              | FreeSports             |
| Wielka Brytania              | BT Sport               |
| Belgia                       | Eleven Sports          |
| Luksemburg                   | Eleven Sports          |
| Włochy                       | Eleven Sports          |
| Bułgaria                     | Max Sport              |
| Kraje skandynawskie          | Viasat                 |
| Kraje bałkańskie             | Sport Klub             |
| Hiszpania                    | Eurosport              |
| Holandia                     | Eurosport              |
| Indie                        | DSports                |
| Eurazja (włącznie z Ukrainą) | Setanta Sports Eurasia |
| Tajlandia                    | PPTV                   |
| Turcja                       | S Sport                |

## Zasady
Cage Warriors korzysta z zasad Unified Rules of Mixed Martial Arts utworzonych przez Komisję Sportową stanu New Jersey (New Jersey State Athletic Control Board).
- każda walka oprócz walki o mistrzostwo liczy 3 rundy
- walka o mistrzostwo liczą 5 rund
- każda runda trwa 5 minut
- przerwa pomiędzy rundami trwa 1 minutę

Sposoby wyłonienia zwycięzcy:
- poddanie (odklepanie lub słownie)
- nokaut
- techniczny nokaut
- decyzja sędziów
- dyskwalifikacja

Akcje zabronione:
- uderzanie głową
- każdy atak na oczy
- gryzienie
- szarpanie lub pociąganie za włosy
- zahaczanie (polega na zrobieniu „haka” z palca bądź z kilku palców i włożeniu ich do ust przeciwnika, a następnie ciągnięciu)
- wszelkie ataki na krocze
- bezpośredni atak na kręgosłup, obojczyk oraz tył głowy
- uderzenia z góry dolną częścią łokcia
- uderzenie w gardło, oraz łapanie tchawicy
- szczypanie, drapanie itp.
- kopanie głowy leżącego lub klęczącego przeciwnika
- naskakiwanie (nogą) na leżącego przeciwnika (ang. stomp)
- kopanie piętami po nerkach
- dźwignie na małe stawy (np. palce)
- wyrzucanie przeciwnika poza ring
- wkładanie palców w otwarte rany przeciwnika
- przytrzymywanie spodenek lub rękawic przeciwnika
- plucie
- trzymanie siatki
- używanie wulgaryzmów na ringu
- atak podczas przerwy
- atak na przeciwnika, pod ochroną sędziego
- atak po gongu
- świadome lekceważenie instrukcji oraz samego sędziego
- uporczywe unikanie kontaktu z przeciwnikiem
- symulowanie kontuzji

## Obecni mistrzowie

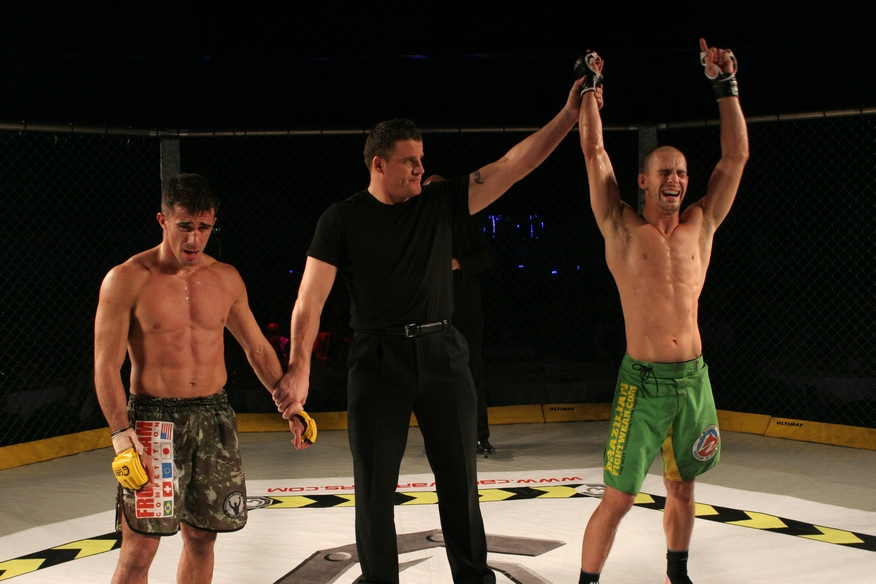
Danny Batten (z prawej) udanie broniący mistrzostwa w wadze piórkowej (CWFC 18), 26.11.2005

Walki o mistrzostwo Cage Warriors w poszczególnych kategoriach wagowych rozgrywane są od 2002 roku. Obecnymi mistrzami są:
| Kategoria        | Waga               | Mistrz           | Od                | Obrony tytułu |
| ---------------- | ------------------ | ---------------- | ----------------- | ------------- |
| Ciężka           | do 120 kg (265 lb) | wakat            | –                 | –             |
| Półciężka        | do 93 kg (205 lb)  | James Webb       | 15 listopada 2024 | 1             |
| Średnia          | do 84 kg (185 lb)  | Dario Bellandi   | 25 listopada 2023 | 2             |
| Półśrednia       | do 77 kg (170 lb)  | Justin Burlinson | 26 kwietnia 2025  | 0             |
| Lekka            | do 70 kg (155 lb)  | Samuel Silva     | 21 marca 2025     | 0             |
| Piórkowa         | do 66 kg (145 lb)  | Harry Hardwick   | 25 maja 2024      | 2             |
| Kogucia          | do 61 kg (135 lb)  | Liam Gittins     | 25 listopada 2023 | 2             |
| Musza            | do 57 kg (125 lb)  | Shajidul Haque   | 31 grudnia 2022   | 2             |
| Kategoria kobiet | Waga               | Mistrzyni        | Od                | Obrony tytułu |
| Kogucia          | do 61 kg (135 lb)  | wakat            | –                 | –             |
| Musza            | do 57 kg (125 lb)  | wakat            | –                 | –             |

## Chronologiczna lista mistrzów
- Lista mistrzów Cage Warriors

## Polacy w Cage Warriors

### Obecni
| Zawodnik         | Kategoria wagowa | Lata aktywności w Cage Warriors | Rekord w Cage Warriors | Przypis |
| ---------------- | ---------------- | ------------------------------- | ---------------------- | ------- |
| Tomasz Łangowski | półśrednia       | 2018, 2025-nadal                | 1-0                    |         |
| Mateusz Figlak   | półśrednia       | 2019-nadal                      | 5-2                    | [ 7 ]   |
| Michał Folc      | piórkowa         | 2022-nadal                      | 2-2                    | [ 8 ]   |
| Kamil Dołgowski  | półśrednia       | 2024-nadal                      | 0-0                    | [ 9 ]   |
| Igor Wojtas      | musza            | 2024-nadal                      | 1-0                    | [ 10 ]  |

### Byli
| Zawodnik            | Kategoria wagowa | Lata aktywności w Cage Warriors | Rekord w Cage Warriors             | Przypis |
| ------------------- | ---------------- | ------------------------------- | ---------------------------------- | ------- |
| Rafał Dąbrowski     | ciężka           | 2005                            | 0-1                                |         |
| Przemysław Mysiala  | ciężka           | 2006                            | 0-1                                |         |
| Adrian Degorski     | półśrednia       | 2006                            | 0-2                                |         |
| Wojciech Antczak    | półciężka        | 2011                            | 1-0                                |         |
| Marek Piekarski     | średnia          | 2011                            | 0-1                                |         |
| Grzegorz Trędowski  | lekka            | 2011                            | 0-1                                |         |
| Kamil Korycki       | piórkowa         | 2012                            | 0-1                                |         |
| Piotr Hallmann      | lekka            | 2012                            | 1-0                                |         |
| Jacek Toczydłowski  | półśrednia       | 2012                            | 1-1                                |         |
| Piotr Ptasinski     | półśrednia       | 2012-2013                       | 2-2                                |         |
| Łukasz Chlewicki    | lekka            | 2013                            | 0-1                                |         |
| Konrad Iwanowski    | półśrednia       | 2013-2018                       | 2-2                                |         |
| Mateusz Gamrot      | lekka            | 2014                            | 1-0                                |         |
| Maciej Gierszewski  | półśrednia       | 2017                            | 1-1                                |         |
| Oskar Piechota      | średnia          | 2017                            | 1-0 – Były mistrz w wadze średniej |         |
| Artur Szczepaniak   | półśrednia       | 2017                            | 1-0                                |         |
| Marcin Zembala      | lekka            | 2017-2023                       | 0-2                                |         |
| Kacper Formela      | piórkowa, lekka  | 2017-2018                       | 1-1                                |         |
| Krzysztof Klaczek   | piórkowa         | 2018                            | 1-0                                |         |
| Marcin Prostko      | półciężka        | 2018                            | 0-2                                |         |
| Łukasz Rajewski     | piórkowa         | 2018                            | 0-1                                |         |
| Marcin Wójcik       | półciężka        | 2019                            | 0-1                                |         |
| Tomasz Wojtyna      | półśrednia       | 2019                            | 0-2                                |         |
| Bartosz Fabiński    | średnia          | 2020                            | 1-0                                |         |
| Łukasz Marcinkowski | średnia          | 2020                            | 0-2                                |         |
| Michał Figlak       | lekka            | 2020-2022                       | 6-0                                |         |
| Kamil Wincenciak    | kogucia          | 2021                            | 0-1                                |         |
| Sylwester Miller    | piórkowa         | 2021-2023                       | 0-2                                |         |
| Piotr Chmielecki    | średnia          | 2022                            | 0-1                                |         |
| Karol Michalak      | półśrednia       | 2022                            | 0-2                                |         |
| Karol Kutyła        | piórkowa         | 2022                            | 0-1                                |         |
| Szymon Szynkiewicz  | półciężka        | 2022                            | 0-1                                |         |
| Daniel Skibiński    | półśrednia       | 2022-2023                       | 1-3                                |         |
| Łukasz Kopera       | lekka            | 2022-2023                       | 1-2                                |         |
| Kate Bacik          | kogucia kobiet   | 2023                            | 2-0                                |         |
| Małgorzata Tkocz    | piórkowa kobiet  | 2023                            | 0-1                                |         |
| Izabela Walczak     | kogucia kobiet   | 2023                            | 0-1                                |         |